# Sexus Politicus
Sexus Politicus est un ouvrage écrit par les journalistes du Point et du Parisien Christophe Dubois et Christophe Deloire  paru en 2006 aux éditions Albin Michel. Le livre traite de l'importance de la sexualité dans le microcosme politique français. L'intention des auteurs était de « briser le tabou français du sexe et de la politique » ; ils dévoilent pour ce faire certains pans de la vie privée des dirigeants politiques français et leur influence sur les affaires de l'État. 
La sortie du livre est accompagnée de fortes pressions. Jean Veil, avocat de Dominique Strauss-Kahn, essaie de dissuader le directeur d'Albin Michel de le publier, alors que les communicants travaillant pour Strauss-Kahn, Ramzi Khiroun et Stéphane Fouks, utilisent l'intimidation et la menace de poursuites judiciaires.

## Publication
- Christophe Dubois et Christophe Deloire, Sexus Politicus, éditions Albin Michel, 24 août 2006, 400 p. (ISBN 978-2-226-17255-6 et 2-226-17255-6, lire en ligne)